# Condado de Wallowa
O Condado de Wallowa é um dos 36 condados do Estado americano do Oregon. A sede e maior cidade do condado é Entreprise. O condado possui uma área de 8 163 km² (dos quais 16 km² estão cobertos por água), uma população de 7 226 habitantes, e uma densidade populacional de 1 hab/km² (segundo o censo nacional de 2000). O condado foi fundado em 1887.